# Relaciones Macedonia del Norte-México
Las naciones de Macedonia del Norte y México establecieron relaciones diplomáticas en 2001. Ambas naciones son miembros de las Naciones Unidas.

## Historia
Macedonia del Norte y México establecieron relaciones diplomáticas el 4 de octubre de 2001. Los vínculos se han desarrollado principalmente en el marco de foros multilaterales. 
En marzo de 2002, el presidente del Macedonia del Norte, Boris Trajkovski, visitó Monterrey, México, para asistir a la Conferencia Internacional sobre la Financiación para el Desarrollo junto con su homólogo mexicano, Vicente Fox. En mayo del mismo año, el ministro de Asuntos Exteriores de Macedonia del Norte, Slobodan Casule, realizó una visita a México durante la cual se entrevistó con el Subsecretario para África, Asia-Pacífico, Europa y Naciones Unidas, Miguel Marín Bosch, con quien revisó los temas de la agenda bilateral y de interés multilateral.
En noviembre de 2010, el gobierno de Macedonia del Norte envió una delegación de cuatro miembros para asistir a la Conferencia de las Naciones Unidas sobre el Cambio Climático de 2010 en Cancún, México.
En abril de 2013, el presidente mexicano Enrique Peña Nieto recibió al primer ministro de Macedonia del Norte, Nikola Gruevski, quien llevó a cabo una visita oficial a México en el marco del Foro sobre la Promoción de Negocios entre México y el Macedonia del Norte. Esta visita fue de especial importancia, ya que fue la primera a México de un jefe de Gobierno de Macedonia del Norte desde que se establecieron relaciones diplomáticas bilaterales en 2001.
En 2024, amabas naciones celebraron 23 años de relaciones diplomáticas.

## Misiones diplomáticas
- Macedonia del Norte está acreditado ante México a través de su embajada en Washington D. C., Estados Unidos.[6]
- México está acreditado ante Macedonia del Norte a través de su embajada en Belgrado, Serbia y mantiene un consulado honorario en Skopie.[7][8]